# Populismo penal

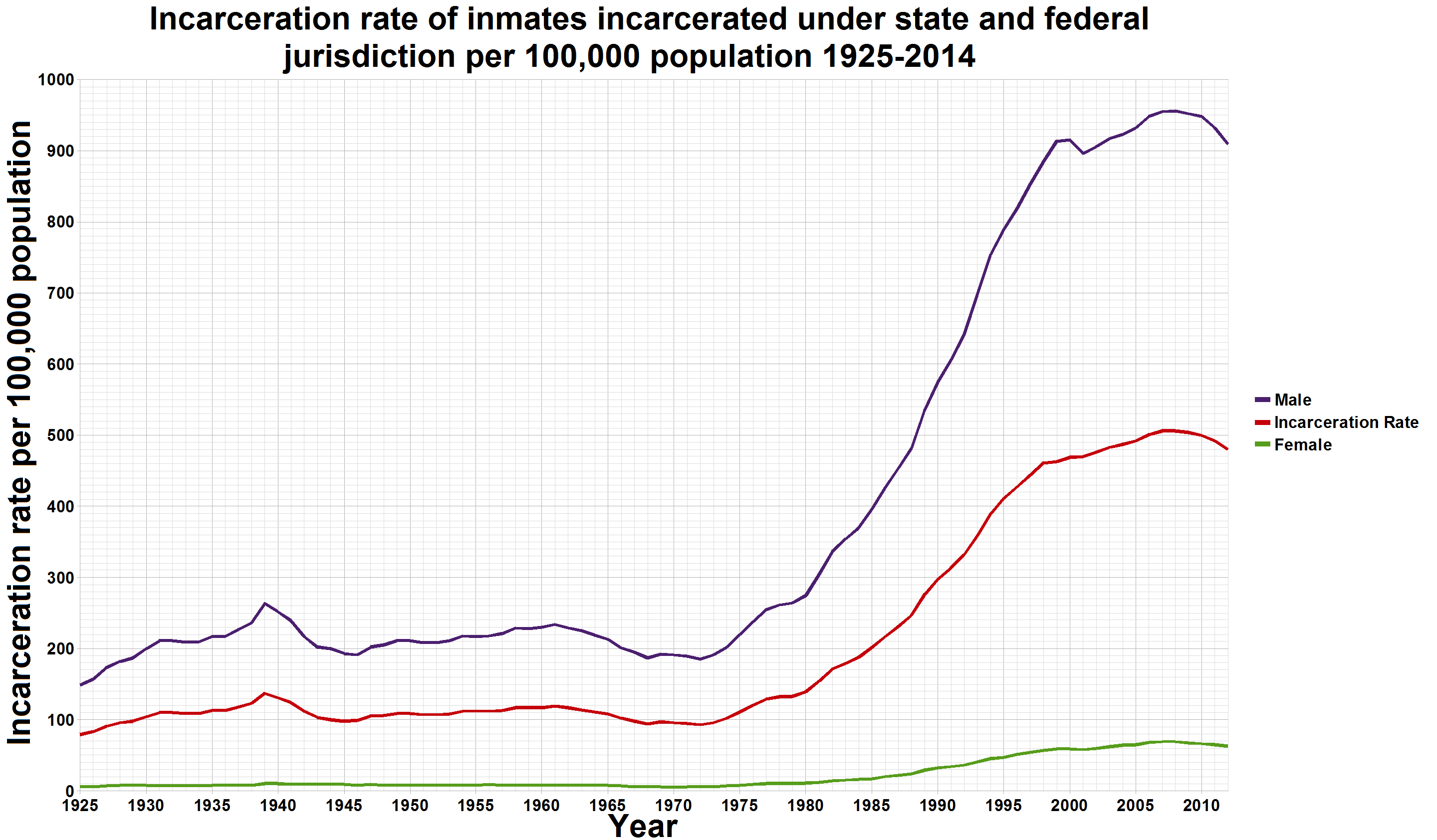
Línea roja: tasa de encarcelamiento en Estados Unidos de 1925 a 2014; línea morada: hombres; línea verde: mujeres.

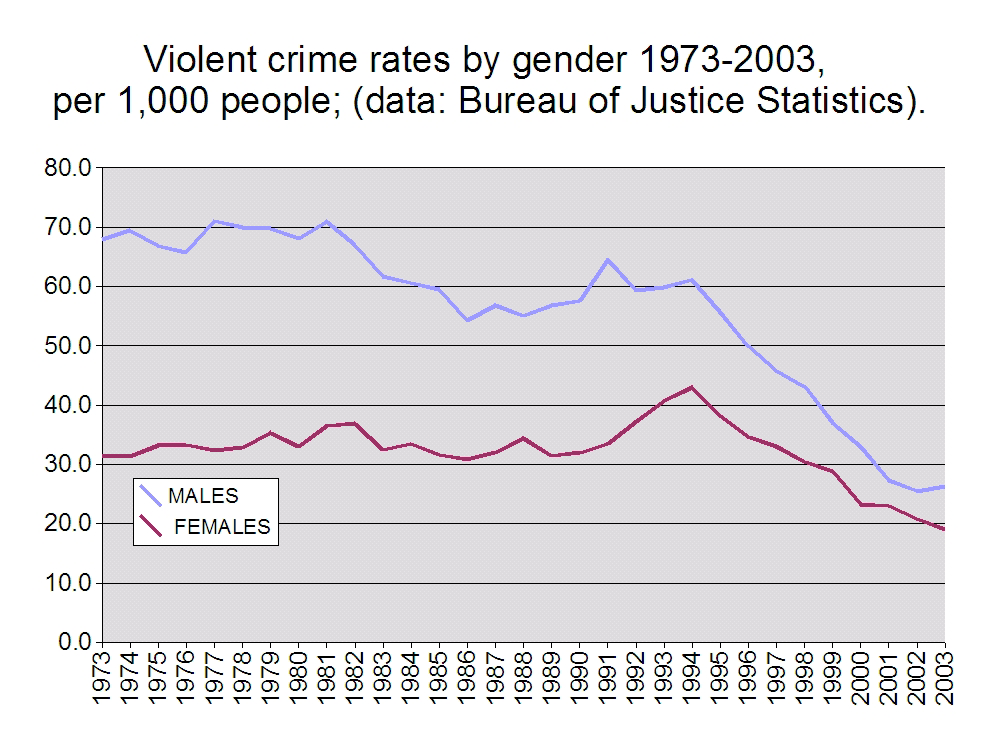
Tasa de delitos violentos por género en los Estados Unidos, 1973-2003. Línea azul claro, hombres; línea morada, mujeres.

El populismo penal, populismo punitivo o punitivismo[cita requerida] designa la tendencia a reformar el derecho y el procedimiento penal en un sentido iliberal y antigarantista con el fin de obtener el favor del electorado, sin tener en cuenta la idoneidad de las medidas adoptadas para reducir la delincuencia y promover la justicia.

## Definición
La expresión populismo penal no se refiere sólo a las orientaciones de las políticas anticrimen de los partidos y movimientos populistas, sino que incluye cualquier decisión en materia penal que sea demagógica, instrumental para la adquisición de popularidad, visibilidad mediática o éxito electoral, y que tiene una orientación punitiva en respuesta a estados de ánimo colectivos más o menos conscientemente incitados y exasperados. El uso populista de la ley y de la justicia penal puede ser promovido por partidos, movimientos políticos y medios de comunicación que se definen o califican como «populistas», pero también puede pertenecer a fuerzas políticas de la clase dirigente, que intentan fortalecer su posición electoral explotando y amplificando la alarma social provocada por el crimen.
El populismo penal frecuentemente apunta «hacia abajo», hacia quienes están fuera de la comunidad ética de «ciudadanos honrados» (extranjeros, delincuencia callejera, diversas formas de desviación, marginación y penuria social) Las organizaciones criminales como la mafia y las organizaciones terroristas también pueden ser blanco de medidas criminales de inspiración populista. Las políticas penales populistas suelen ser adoptadas tanto por actores políticos en sentido estricto como los titulares de cargos públicos electivos y los partidos de los que son expresión, posiblemente apoyados en esto por movimientos sociales y de opinión, organizaciones no gubernamentales y los medios de comunicación; pero las políticas criminales populistas también pueden ser aplicadas por los jueces, especialmente por los fiscales, que afirman ser los auténticos representantes e intérpretes de las expectativas de justicia del pueblo («populismo judicial» o, en el uso periodístico, «justicialismo»).
Sin embargo, en todo lo anterior el desinterés por la dimensión técnica de la legislación y la jurisdicción es sintomático del enfoque populista del derecho y el procedimiento penal, que es sustituido por la consideración predominante de su dimensión expresiva-simbólica, de tranquilidad o estímulo de la opinión pública. Esto se traduce en que las reformas adoptadas con el objetivo exclusivo o predominante de lograr el favor popular por lo general corren el riesgo de ser invalidadas o no aplicadas por los jueces, que las consideran técnicamente inviables, irrazonables, incompatibles con los principios constitucionales o los compromisos internacionales: el populismo del legislador penal puede, por tanto, exacerbar la dialéctica entre el poder político y el poder judicial, desencadenando conflictos constitucionales.
Otra característica del uso populista del procedimiento penal es la devaluación de los perfiles garantes del derecho y del procedimiento penal en favor de fines represivos, retributivos («ojo por ojo») y de incapacitación y neutralización (sacar a los delincuentes de las calles, para evitar que dañen a «ciudadanos honrados»). El populismo penal se explica o justifica a veces como expresión de sentimientos de desilusión y de ira ante la forma en que las elites políticas y judiciales, haciéndose cargo sobre todo de las necesidades de garantías y recuperación social de los condenados, abandonaron a las víctimas de crímenes y, en general, ciudadanos respetuosos de la ley. De esta manera, el populismo penal tiene una estrecha relación con la falta de confianza en el sistema de justicia penal y con la representación política de las demandas sociales asociadas a esa falta de confianza.

## Orígenes del fenómeno
En la literatura penal y criminológica la expresión «populismo penal» (en inglés inicialmente populist punitiveness, más tarde más comúnmente penal populism) surgió a mediados de los años 1990 como una categoría interpretativa de las transformaciones que se estaban produciendo en las políticas penales de los Estados Unidos y muchos países occidentales. En la base de su difusión está la idea de que el apoyo público a medidas de justicia penal cada vez más severas se ha convertido en un motor fundamental del proceso político y de los ciclos electorales, con el resultado de provocar el uso de sanciones más punitivas y prolongadas en el tiempo, independientemente de su capacidad de reducir la delincuencia y remediar sus estragos.
A partir de los años 1970 se ha observado un cambio en las políticas penales caracterizado por el declive del ideal rehabilitador (es decir, la idea de que el castigo debería apuntar a reeducar al condenado), por el redescubrimiento de la prisión como medio de neutralización y castigo y por la creciente «politización» del derecho penal (la cuestión penal pasa a ser central en las campañas electorales). En lo que respecta al Reino Unido en particular, este giro «punitivo» y «populista» puede captarse de manera anecdótica pero eficaz comparando las posiciones sobre la política penal expresadas por dos eminentes conservadores: Winston Churchill (primer ministro de 1940 a 1945 y de 1951 a 1955) y Michael Howard (ministro en los gobiernos de Thatcher y Major, más tarde líder del Partido Conservador y líder de la oposición de 2003 a 2005).
Como recuerda Lacey, en un discurso parlamentario de 1910 Churchill había afirmado que:

Los estados de ánimo y el temperamento del público hacia el tratamiento del crimen y los delincuentes son una de las pruebas más infalibles del grado de civilización de un país. El reconocimiento sereno y desapasionado de los derechos de los acusados e incluso de los condenados —un constante examen de conciencia por parte de quien tiene el deber de castigar— la voluntad y el compromiso de rehabilitar en la sociedad civil a quienes han pagado sus deudas con moneda dura del castigo, esfuerzos incansables hacia el descubrimiento de procesos curativos y regenerativos, fe inquebrantable en que hay un tesoro, si tan sólo se puede encontrarlo, en el corazón de cada hombre. Estos son los símbolos que, en el tratamiento del crimen y del criminal, caracterizan y miden la fuerza acumulada de una nación, indican y demuestran la virtud que en ella vive.

Según Pratt, un momento decisivo en el desarrollo del populismo penal en Inglaterra ocurrió en 1993 cuando Michael Howard, entonces ministro del Interior, proclamó que: «La prisión funciona: esto puede significar que más personas irán a prisión. No me retracto de esto. Ya no juzgaremos el éxito de nuestro sistema de justicia por la disminución de la población carcelaria». Posteriormente, Howard propuso una serie de reformas del sistema penal destinadas a limitar la discrecionalidad de los jueces, percibidos como no alineados con las demandas de seguridad del pueblo, provocando así una dinámica —típica del populismo penal— de conflicto más o menos amargo entre la clase política «populista» (en el sentido criminal) y las elites del poder judicial más «conservadoras» (es decir, garantistas); dinámica que también puede describirse como la división en la cuestión penal entre dos tipos de conservadurismo, el antiguo y el nuevo.
La oportunidad para pensar el populismo penal surge, en primer lugar, del crecimiento de la población penitenciaria sin correlación directa con la tendencia de los índices de criminalidad. De 1990 a 2020, la población carcelaria de los Estados Unidos se multiplicó por más de cuatro. Los estudios empíricos de investigación social han concluido que este crecimiento entre 1984 y 2002 dependió enteramente de un aumento de la propensión a castigar, más que de un aumento de la delincuencia. El fenómeno, descrito frecuentemente en los estudios criminológicos en términos de «encarcelamiento en masa», «hiperencarcelamiento» y «giro punitivo», es particularmente relevante en los Estados Unidos desde mediados de los años 1970, pero pronto comienza a afectar también a los países de Europa y otras regiones del mundo. Este fenómeno da credibilidad a la hipótesis de que las políticas criminales están motivadas sobre todo por la búsqueda de apoyo electoral y por el deseo de tranquilizar a los ciudadanos, más que por el objetivo de prevenir conductas nocivas.
En segundo lugar, la difusión del concepto de populismo penal refleja algunos cambios que se producen en la formulación de políticas penales y en la administración de justicia. Según David Garland, en los últimos treinta años del siglo XX, la política criminal estadiunidense dejó de ser un tema bipartidista que podía ser delegado a profesionales expertos para convertirse en una cuestión principal en la competencia electoral. Además de la difusión de campañas políticas y propaganda electoral centradas en el tema del control del delito y la aplicación intransigente del derecho penal, aumentan las iniciativas legislativas encaminadas a introducir nuevos tipos de delitos, endurecer el tratamiento sancionador, limitar el uso de medidas alternativas a la prisión y fortalecer el sistema punitivo del derecho penal (tendencias resumidas con el lema «tolerancia cero» en el debate público y en los estudios criminológicos). En el contexto de las políticas de lucha contra el terrorismo y el crimen organizado, estas tendencias a endurecer y adelantar las sanciones y a debilitar las garantías procesales han llevado a la doctrina penal a hablar de un «derecho penal del enemigo», orientado a la neutralización y aniquilación, como opuesto al derecho penal del ciudadano.
En tercer lugar, el nacimiento del populismo penal puede vincularse a la espectacularización del crimen y del proceso penal, a la «glamourización» de los medios de comunicación, que provoca alarma social y alimenta el miedo en la opinión pública, fomentando una respuesta emocional, violenta, generalmente orientado hacia un tratamiento sancionador más severo. La cobertura selectiva de los acontecimientos informativos por parte de los medios de comunicación y la centralidad que otorgan a la perspectiva de la víctima pueden distorsionar la percepción pública del delito, en el sentido de enfatizar y dramatizar el fenómeno.
Finalmente, algunos análisis sociológicos vinculan la creciente orientación punitiva de las políticas penales con la crisis del Estado de bienestar. Por un lado, la contracción de la intervención pública en la esfera económica crearía las condiciones para una inseguridad social generalizada y creciente basada en el miedo a la delincuencia; por otro lado, la respuesta a este miedo ofrecería un importante recurso de legitimación a un Estado que ha reducido sus funciones de redistribución de la riqueza y asistencia social. En este marco, se afirma que la prisión se convierte en una institución central en el gobierno de la pobreza creada por los procesos de desregulación y racionalización del sector público y que el propio crimen se convierte en una técnica de gobierno de la sociedad.